# Abraxas nigrocretacea
Abraxas nigrocretacea là một loài bướm đêm trong họ Geometridae.